# Institutet för jordbruks- och miljöteknik
JTI − Institutet för jordbruks- och miljöteknik var ett svenskt industriforskningsinstitut (1945-2016) som bedrev tillämpad forskning och konsult- och utvecklingsuppdrag inom områdena jordbruk, miljö och energi. JTI hade sitt huvudkontor i Uppsala och två regionkontor (Lund och Skara). 

## Verksamhet
Verksamheten var inriktad på bland annat hantering och återföring av stallgödsel; styrning och kontroll vid odling, skörd, hantering och lagring av spannmål och foder till lantbruksdjur; utveckling och optimering av biogasprocessen; biologisk behandling av organiskt avfall, avloppsvatten och stallgödsel; typprovning av små avloppsanläggningar; omställning till förnybar energi inom jord- och skogsbruket; energieffektivisering på gårdsnivå. 
Utbildning gavs genom andra arrangörer i t.ex. sparsam körning, om maskinreparationer, regler kring små avlopp, spridningsteknik av stallgödsel och användning av lantbrukssprutor. 
JTI samarbetade med näringsliv, branschorganisationer, universitet och högskolor.

## Ägandeform
JTI grundades som stiftelse, men ombildades 2009 till ett aktiebolag. Ombildningen innebar att företaget ägdes till 40 % av Stiftelsen JTI, med näringsdepartementet och Stiftelsen Jordbruks- och miljöteknisk forskning (SJMF) som huvudmän. SJMF som var näringslivets representant i JTI bestod av cirka 30 intressentföretag (september 2016) med anknytning till jordbruk och miljö. Till resterande 60 % ägdes JTI AB av SP, Sveriges Tekniska Forskningsinstitut. SP i sin tur är en del av RISE Research Institutes of Sweden AB, statens bolag för industriforskningsinstitut.

## Historik
JTI bildades år 1945 efter ett avtal mellan staten och Jordbrukstekniska föreningen och hette Jordbrukstekniska Institutet fram till år 2000 då man bytte namn till JTI – Institutet för jordbruks- och miljöteknik.
Under 1970-talets oljekris började JTI arbeta med energifrågan, och byggde en biogaspilotanläggning i Uppsala för praktiska försök. På 1980-talet började JTI syssla med växtnäringsläckage från jordbruket, något som senare har kommit att omfatta även forskning kring växthusgaser och jordbrukets klimatpåverkan. Från 1990-talet och framåt har datorn blivit ett redskap även inom lantbruket, och JTI har prövat och utvärderat datorteknikens tillämpning till exempel när det gäller precisionsodling och autostyrning. Under 2010-talet engagerade sig JTI i frågor om råvaruursprung och livsmedelskvalitet, liksom i frågan om utfasning av fossila bränslen och behovet av energieffektivitet. Den 1 oktober 2016 lämnade lantbrukssfären sitt ägarskap i JTI AB, som då upphörde och inlemmades i SP, där företaget slogs samman med SP Food and Bioscience till enheten Jordbruk och livsmedel. Från och med årsskiftet 2017 övergick JTI och dess nya ägare SP i Rise. Det som tidigare hade varit JTI blev RISE Jordbruk och livsmedel i Biovetenskap och material, en av RISE sex divisioner. 

## Internationellt
Internationellt arbetade JTI med till exempel biobäddar , en teknik för nedbrytning av kemspill från lantbrukssprutor, som har börjat användas i stora delar av världen (Latinamerika, Karibien, Kina). JTI arbetade också internationellt med biogasfrågor. I Kina  startade JTI tillsammans med Sveriges Lantbruksuniversitet (SLU), kinesiska jordbruksakademin och institutet AEPI (Agro-environmental Protection Institute) ett joint laboratory för biogasutveckling. I Moskva slöts ett samarbetsavtal om kompetensöverföring kring biogas mellan JTI, den ryska energimyndigheten och institutet RIAMA. I Vietnam ingick forskare från JTI i en grupp energiexperter som arbetade med att överföra svenskt kunnande om förnybara bränslen och biogasproduktion. JTI arbetade under många år tillsammans med forskare och företag med miljöfrågor i länder runt Östersjön (hantering av stallgödsel på stora gårdar, tekniköverföring och urlakningsproblematik).